# El mar sin miedo
El mar sin miedo es el tercer disco solista de Fernando Santullo, el segundo de estudio. Fue producido por Guillermo Berta y editado en 2014 por el sello Bizarro Records. 
La presentación oficial fue en abril de 2015 en La Trastienda. La espera entre la edición y la presentación se debió principalmente a que Santullo vive en España.
Este disco se diferencia en buena manera con el disco debut del cantante, Bajofondo presenta Santullo. El sonido se acerca más al rock, y por una decisión artística prescindió a la hora de la grabación de sonidos de sintetizador posteriores a 1982 o de distorsiones nuevas de guitarras.
La banda en la grabación del disco estuvo formada por: Santullo en voz y teclados; José Luis Yabar en guitarras; Daniel Benia en bajo; Matías Craciún en violín; Roberto Rodino en batería y percusión; Emiliano Pérez en batería, percusión y voz; Bruno Tortorella en teclados, melódica y coros; Fran Nasser en coros; Guillermo Berta en coros. Participaron también como invitados Denis Ramos, Sebastián Cobas, Juan Campodónico, Pablo "Pinocho" Routin, Alejandro Piccone, Emiliano Brancciari y Andrés Torrón.
El disco fue nominado para el Premio Graffiti 2015 como mejor álbum de rock alternativo.

## Lista de canciones
Todos los temas fueron compuestos por Fernando Santullo, excepto los indicados.
1. Lo que debo
2. Espiral (Santullo, José Luis Yabar)
3. No hay vuelta (Santullo, Juan Campodónico, Gabriel Varela)
4. Contraluz (Santullo, José Luis Yabar)
5. Dios y el diablo
6. Pedalear
7. Ella vendrá (Palo Pandolfo, Claudio Fernández)
8. El arma
9. La oscuridad
10. Razones
11. El martillo azul (Santullo, José Luis Yabar)